# Marc Delissen
Marc Delissen, właśc. Marcus Johannes Elisabeth Leopold Delissen (ur. 14 stycznia 1965 w Amsterdamie) – holenderski hokeista na trawie. Dwukrotny medalista olimpijski.
W reprezentacji Holandii debiutował w 1984. Brał udział w trzech igrzyskach (IO 88, IO 92, IO 96), dwa razy zdobywał medale: brąz w 1988 oraz złoto w 1996. Z kadrą brał udział m.in. w mistrzostwach świata w 1990 (tytuł mistrzowski). Łącznie rozegrał 261 spotkań i zdobył 98 bramek (do 1996). Zdobywał tytuły mistrza kraju z HGC Wassenaar. Był asystentem szkoleniowca podczas IO 2000.